# Victor Leopold von Zepharovich

Victor Leopold Ritter von Zepharovich

Victor Leopold Ritter von Zepharovich (* 13. April 1830 in Wien; † 24. Februar 1890 in Prag) war Professor der Mineralogie an der Universität in Prag.
Geboren als Sohn des Hofsekretärs Daniel von Zepharovich, erhielt er seine wissenschaftliche Vorbildung im Schottengymnasium und bezog 1848 die Universität Wien, um sich dem Studium der Rechtswissenschaften zu widmen. Seine Neigung für die mineralogischen Wissenschaften veranlasste von Zepharovich zum Wechsel seines Berufs. Er studierte in Schemnitz Bergwissenschaft und Mineralogie und absolvierte in nur zwei Jahren das zum Staatsexamen vorgeschriebene Pensum.
1852 trat er als Volontär in den Verband der von Haidinger gegründeten und geleiteten Kaiserlich-königlich geologischen Reichs-Anstalt und beteiligte sich unter Franz Fötterle und Franz Ritter von Hauer an den geologischen Aufnahmen in Böhmen, Ungarn und den Venetianer Alpen. 1857 wurde er zum Professor der Mineralogie an der Jagiellonen-Universität in Krakau ernannt und nach deren Polonisierung 1861 nach Graz versetzt. Er war Mitglied der Gesellschaft Deutscher Naturforscher und Ärzte und wurde im Jahr 1858 zum Mitglied der Leopoldina gewählt.
1864 folgte er einem Ruf an die Universität Prag als Nachfolger von August Emanuel von Reuß und entfaltete dort als Lehrer der Mineralogie und anfänglich auch der Geologie an der Universität sowie zeitweilig auch am deutschen Polytechnikum eine fruchtbare Lehrtätigkeit.
Seine ersten Arbeiten beziehen sich größtenteils auf seine geologischen Aufnahmen in Böhmen und Ungarn und finden sich größtenteils im Jahrbuch der Kaiserlich-königlich geologischen Reichs-Anstalt. Von 1856 an wandte sich von Zepharovich ganz der Mineralogie und Kristallographie zu. Er war ein vorzüglicher Kenner der Mineralien und ein hervorragender Vertreter der physikalisch-kristallographischen Richtung in der Mineralogie. Seine zahlreichen größeren und kleineren Abhandlungen und Bemerkungen über Mineralien, natürliche und künstliche Kristalle sind teils in den Schriften der Wiener Akademie, welcher er als correspondierendes Mitglied angehörte, teils in Groth’s Zeitschrift für Kristallographie veröffentlicht. Seine kristallographischen Studien über den Idokras (1864) gelten als Muster einer feinen Untersuchung.
Mehrere neue Minerale, wie der Diaphorit, Syngenit, Barrandit (Mischkristall der Reihe Strengit-Variscit), Variscit (Sphärit) und Jaulingit (Varietät von Bernstein) wurden von ihm entdeckt. Sein Hauptwerk, eine Mineraltopographie Österreichs, worin alle Beobachtungen über die österreichisch-ungarischen Mineralfundorte zusammengestellt sind, blieb unvollendet. Der erste Band erschien 1859, der zweite 1873.
1887 wurde er als korrespondierendes Mitglied in die Russische Akademie der Wissenschaften in Sankt Petersburg aufgenommen.
Zepharovich lebte in glücklicher, aber kinderloser Ehe mit Melanie Pacher von Theinburg. Er war wegen seines zuverlässigen Charakters und seiner feinen Umgangsformen allgemein geschätzt und beliebt. Trotz seines slawischen Namens gehörte er in Prag zu den entschiedensten Vertretern des Deutschtums. Er starb nach längerem Krankenlager am 24. Februar 1890 in Prag.